# Crataegus ovata
Crataegus ovata är en rosväxtart som beskrevs av Charles Sprague Sargent. Crataegus ovata ingår i Hagtornssläktet som ingår i familjen rosväxter. Inga underarter finns listade i Catalogue of Life.